# Ейтдам
Ейтдам (нід. Uitdam) — село в нідерландській провінції Північна Голландія. Входить до муніципалітету Ватерланд.
Його площа становить 3,69 км², а населення станом на 2021 рік складало 135 осіб.
Перша згадка про населений пункт датується 1345 роком.

## Галерея

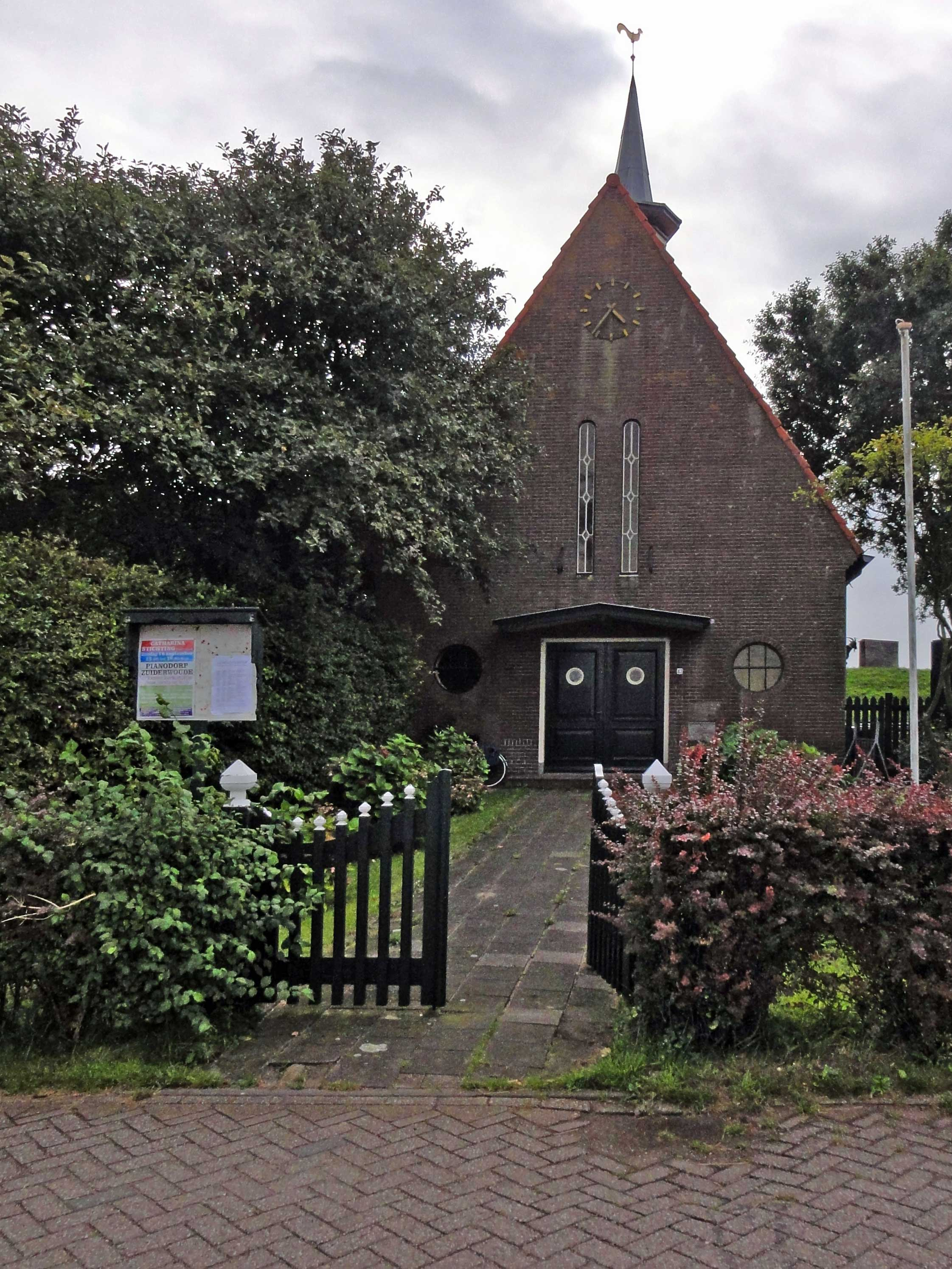
Сільська церква
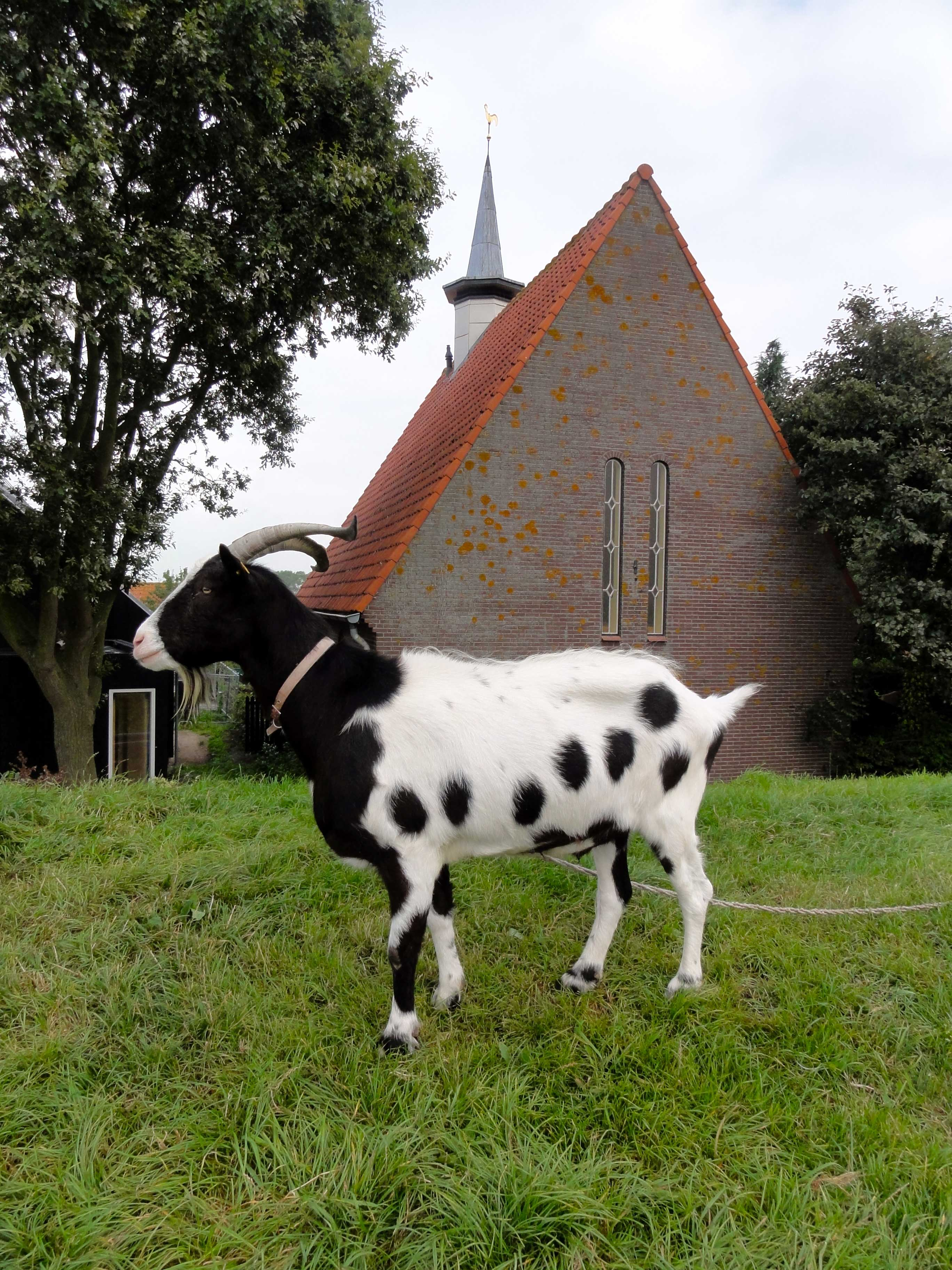
Коза на випасі в Ейтдамі
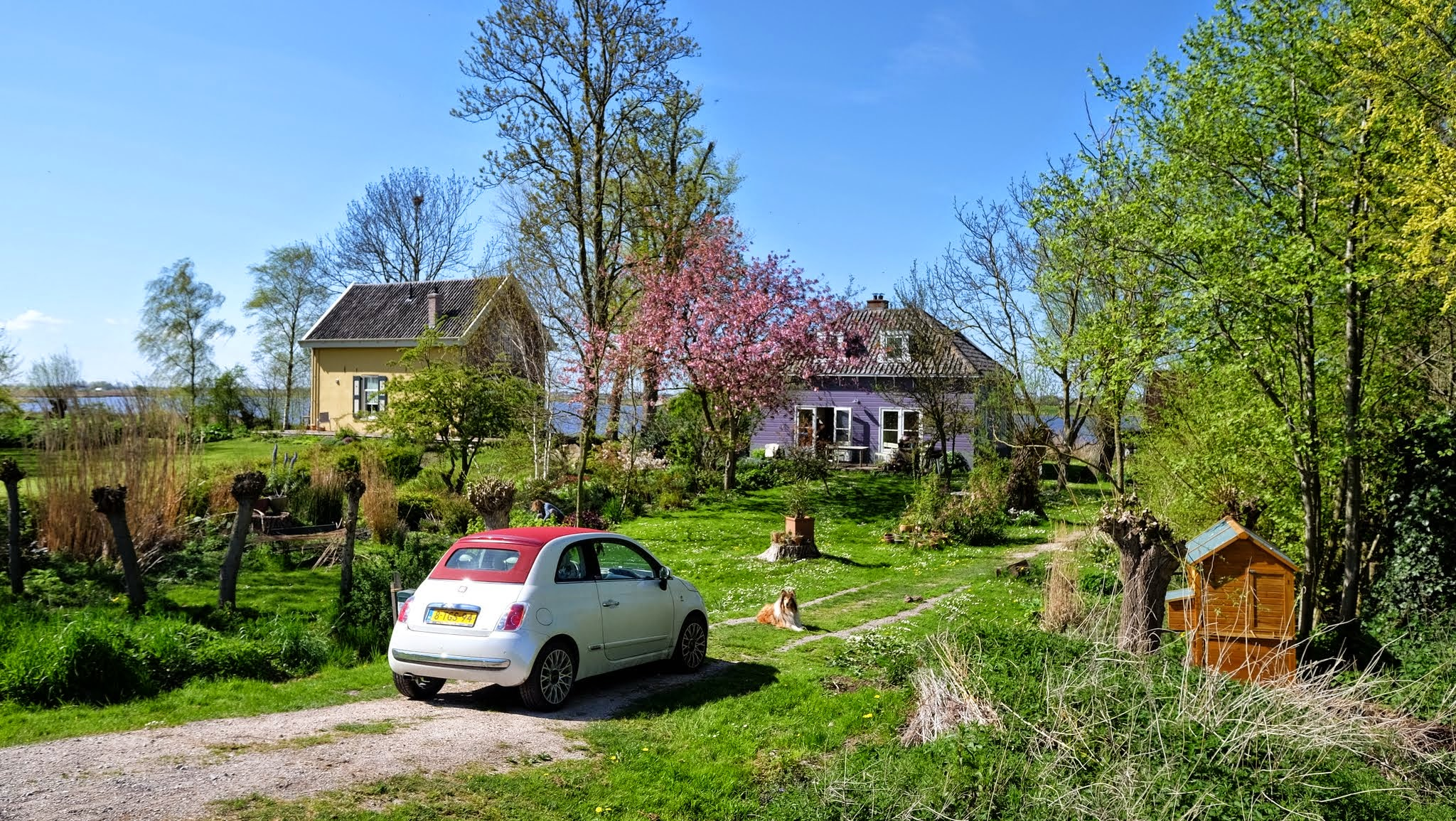
Ферма в Ейтдамі